# 안피사 포치칼로바
안피사 세르히이우나 포치칼로바(우크라이나어: Анфі́са Сергі́ївна Почкалова, 1990년 3월 3일~)는 우크라이나의 펜싱 선수로 주 종목은 에페이다.

## 경력
2009년, 포치칼로바는 2009년 세계 펜싱 선수권 대회 대회의 여자 에페 개인전에서 동메달을 획득하였다. 그 과정에서 2008년 하계 올림픽 개인전 우승 이후 하락세였던 독일의 브리타 하이데만을 8강에서 꺾었다. 같은 해 포치칼로바는 베오그라드에서 열린 2009년 하계 유니버시아드에서 우승을 거두었고, 벨파스트에서 열린 세계 주니어 선수권 대회에서 동메달을 획득하였다. 2008년 우크라이나 여자 에페 국가대표팀에 발탁되어 2008년 세계 펜싱 선수권 대회의 여자 에페 단체전에 참가하였으나 8위에 그쳤다. 런던에서 열린 2012년 하계 올림픽에는 여자 에페 단체전의 교체 선수로 출전하였으나, 8위로 대회를 마감하였다.
포치칼로바는 르비우 주립 체육 대학교를 졸업했다.